# Vasja vas, Višprijska dolina
Vasja vas (nemško Lassendorf) je naselje občine Višprijska dolina v okraju Šmohor na Koroškem v Avstriji.